# Vänsterfronten (Ryssland)
Vänsterfronten (ryska: Левый Фронт) är ett ryskt revolutionärt socialistiskt politiskt parti. Vänsterfronten grundades 2008 som en sammanslagning av flera vänstergrupper med syfte att bli en bred rörelse. Fronten inkluderande kommunister såväl som anarkister och radikala socialdemokrater, och utmanar den gamla stalinistiska kommunistpartiet och dess ledare Gennadij Ziuganov, som de anser varken vara socialist eller oppositionell.
Under proteströrelsen mot Vladimir Putin 2011–2013 blev Vänsterfronten en av de mest drivande organisationerna vid demonstrationerna. Vänsterfronten samarbetade under den tiden också med den västvänlige och högerliberale antikorruptionspolitikern Aleksej Navalnyj med gemensamma krav på fria demokratiska val.